# Каменный мост (роман)
«Каменный мост» — роман Александра Терехова. Победитель «Большой книги» 2009 года (вторая премия).
Первое издание романа «Каменный мост» было оформлено к выпуску издательством «АСТ» в Москве в 2009 году. В дальнейшем книга переиздавалась.

## Сюжет
Бывший сотрудник ФСБ России, герой романа, почти через шестьдесят лет начинает собственное расследование загадочных убийств. Основные действия книги происходят в годы Великой Отечественной войны. История начинается с 1943 года. Повествование об очень странном и загадочном убийстве дочери посла СССР Нины Уманской в 1943 году. Девочку на Каменном мосту напротив Дома на набережной в Москве застрелил Володя Шахурин — ее одноклассник, сын наркома авиационной промышленности. Убил и тут же завершил и свой жизненный путь, покончив самоубийством. Это история детей высокопоставленных партийных работников. Многие герои романа — исторические фигуры, которые удостоены места в энциклопедиях. Книга основана на реальных событиях.
Этот трагической эпизод двух семей «красной буржуазии» вывел следствие на так называемое «Дело волчат». Сталин, познакомившись с делом, в сторону высказался: «Волчата». Дети партийных работников в сложное время войны играли в «Четвёртую империю» и идеализировали национальную идею гитлеровской Германии. Писатель старался представить эту историю во всех деталях, которых ему удалось выяснить встречаясь с участниками тех событий. В романе есть герой-повествователь, есть другие яркие персонажи, которые участвуют в расследовании этого тёмного и давнего дела.
Имена и даты, места и факты — всё это детально представлено в романе и связано с архивными данными и документами.

## Критика и рецензии
Литературный деятель современности Андрей Степанов так завершил своё небольшое исследование романа «Каменный мост»:
«Каменный мост», при всех своих странностях, — очень сильная книга. Сильная прежде всего серьезностью вопросов и решительностью ответов. Возможно ли воскресение, хотя бы в форме восстановления истории? Сумеет ли старшее поколение изжить травму под названием «СССР»? Поймут ли люди, что прошлое — не мусор на Измайловской барахолке? Можно ли одолеть заговор против человечества, если в нем участвует само время? В романе-трагедии все эти вопросы получают однозначно негативный ответ: всех ожидает одна ночь, и недолго осталось.

## Награды
- 2009 — Большая Книга, вторая премия.
- 2009 — Национальный бестселлер, номинант.
- 2009 — Русский Букер, номинант.

## Интересные факты
- Произведение Александра Терехова «Каменный мост» по версии журнала «Афиша» вошло в топ-100 лучших романов XXI века[7].

## Адаптации
В 2020 году по мотивам романа был снят сериал «Волк». Главную роль исполнил Денис Шведов, роли Нины Уманской и Володи Шахурина — Варвара Феофанова и Виталий Андреев. Роль Константина Уманского исполнил Сергей Маковецкий.